# Rattlesden
Rattlesden est un village et une paroisse civile du Suffolk, en Angleterre. Il est situé dans le centre du comté, à 6 kilomètres à l'ouest de la ville de Stowmarket. Administrativement, il relève du district de Mid Suffolk. Au recensement de 2011, il comptait 959 habitants.
Durant la Seconde Guerre mondiale, le village abrite une base de la Royal Air Force, RAF Rattlesden.

## Étymologie
Le sens exact de Rattlesden est incertain. Le deuxième élément correspond certainement au vieil anglais denu « vallée », mais la première partie du nom n'est pas claire. Elle pourrait provenir d'un individu nommé *Rætel ou bien du substantif vieil anglais hratele désignant les plantes du genre Rhinanthus. Le toponyme est attesté sous la forme Ratlesdena dans le Domesday Book, compilé en 1086.